# Coralívoro

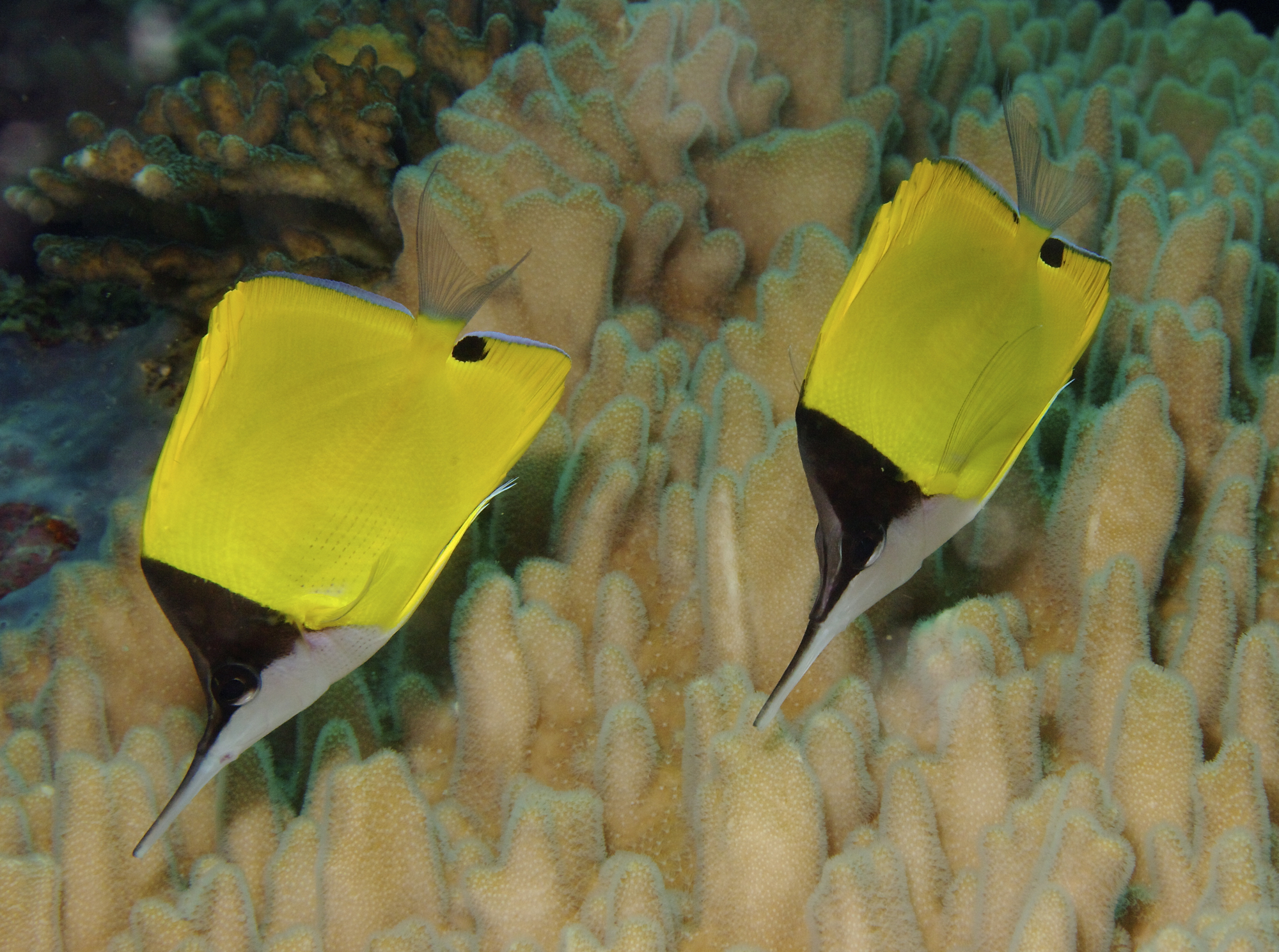
Forcipiger flavissimus navegando sobre pólipos de coral

Un coralívoro es un animal que se alimenta de coral. Los coralívoros son un grupo importante de organismos de arrecife porque pueden influir en la abundancia, distribución y estructura de la comunidad de coral. Los coralívoros se alimentan de coral utilizando una variedad de adaptaciones y estrategias únicas. Los animales que se sabe que son coralívoros incluyen ciertos moluscos, anélidos, peces, crustáceos, platelmintos y equinodermos. La primera evidencia registrada de coralívoro fue presentada por Charles Darwin en 1842 durante su viaje en el HMS Beagle en el que encontró coral en el estómago de dos pez loro Scarus.

## Historia
Mientras visitaba las islas Cocos (Keeling) en 1842, un inglés que vivía en las islas dijo a Charles Darwin que había grandes bancos de peces loro que subsistían completamente de coral. Darwin diseccionó varios peces loro y encontró trozos de coral y material calcáreo finamente molido en el estómago. Esto llevó a Darwin a teorizar correctamente que algunas especies de peces loro consumen coral y aportan sedimentos al medio ambiente haciendo pasar partículas finamente molidas de los esqueletos de coral.
En 1952, Jacques Cousteau escribió las primeras descripciones de organismos que consumían coral activamente y se publicaron en National Geographic. Durante su viaje al Mar Rojo a bordo del RV Calypso, Cousteau nadó con un par de pez loro cototo verde y los vio morder regularmente y dejar cicatrices blancas en el coral que les rodeaba. Como Darwin, Cousteau también se dio cuenta de las partículas de sedimento que se produjeron en los residuos de los piezas loro y se asentaron en el fondo marino. Cousteau señaló la pausada velocidad con la que los peces loro consumían el coral y remarcó que aparecían "sin prisa" y como "vacas marinas, navegando por pastos de piedra".
El término "coralívoro" proviene de la palabra latina corallum de coral y -vora para comer o devorar.

## Tipos
Aproximadamente un tercio de los coralívores conocidos son coralívores obligados, mientras que las tres cuartas partes restantes son coralívores facultativos. El coralivor obligatorio se define como tener una dieta que sea al menos un 80% de coral. Los coralívores obligados están presentes en todos los océanos tropicales, excepto en el Caribe. Los coralívores facultativos se definen como los organismos que consumen regularmente coral sin que constituya un gran porcentaje de su dieta.
Se cree que algunos coralívores facultativos, como algunas damiselas, comen coral para favorecer el crecimiento de las algas. Muchos coralívores facultativos también pastan con algas, que compiten con el coral por el espacio y los recursos. Al apacentar el coral, puede proporcionar mejores condiciones para el crecimiento de algas. El pastoreo agresivo puede mantener a la comunidad de algas en un estado de crecimiento acelerado, evitando efectivamente la transición a una comunidad de crecimiento más lento.

## Estrategias de alimentación

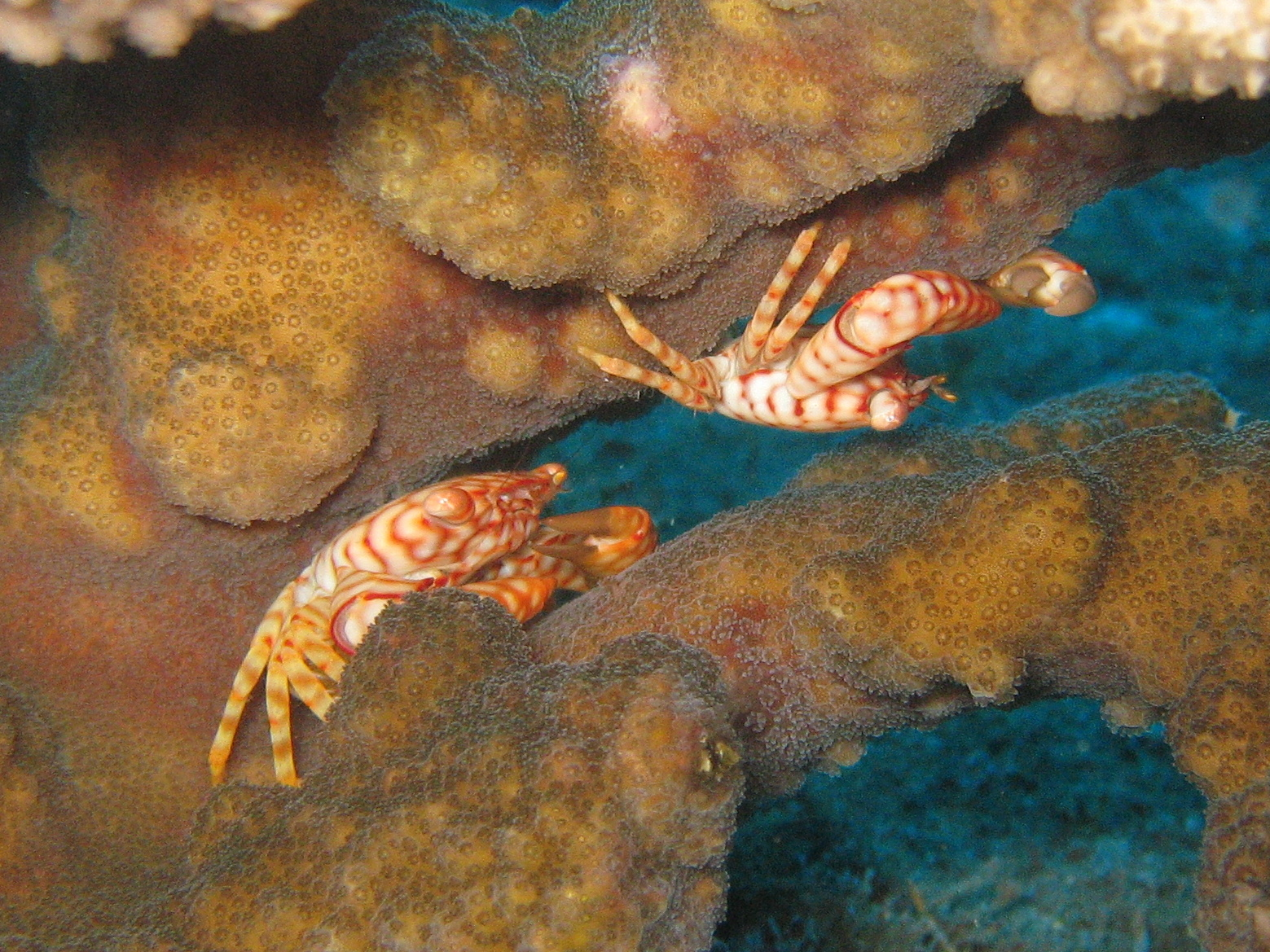
Cangrejo tipo Trapezia en Pocillopora

Los organismos muestran distintas estrategias para consumir coral. La mayoría de los coralívores se alimentan de coral pedregoso, sin embargo, algunas especies se alimentan de coral blando. No hay ningún alimentador de coral blando obligado conocido; se estima que el coral blando es un pequeño porcentaje de la dieta de los alimentadores de coral blando. Los géneros de coral más comunes que se consumen son Acropora, Pocillopora, Montipora, y Porites. Sólo se sabe que 18 de los 111 géneros de coral descritos son consumidos por los coralivores.

### Alimentadores de moco
Los alimentadores de moco se alimentan exclusivamente de moco de coral. Del coral se le escapa regularmente un moco al agua circundante, por lo que se cree que la alimentación de moco no causa ningún daño al coral. Sin embargo, se ha demostrado que altera a las comunidades microbianas que viven en el coral. Muchos alimentadores de moco han mostrado una preferencia por los corales dañados, que normalmente producen más moco que los corales no dañados.

### Navegadores
Los navegadores comen tejido de coral sin dañar el esqueleto de carbonato de calcio del coral. La mayoría de las especies coralívoras son navegadoras.

### Rascadores
Los rascadores consumen tejido de coral vivo y pequeñas porciones del esqueleto de carbonato de calcio del coral.

### Excavadores
Los excavadores consumen tejido de coral vivo y grandes porciones del esqueleto de carbonato de calcio del coral. Los excavadores se pueden desglosar aún más en "mordedores puntuales" y "mordedores focalizados". Los mordedores puntuales toman mordeduras que se encuentran dispersas por la superficie de una colonia, mientras que los mordedores concentrados muerden repetidamente en la misma zona. En un momento, se pensaba que el mordisco concentrado era una muestra de territorialidad en peces loro, pero más tarde se determinó que era para comer. De todos los tipos de coralívores, se cree que los excavadores tienen el mayor impacto en las comunidades de arrecifes de coral debido a la gran cantidad de coral y esqueleto que se consumen. Además, los estudios sugieren que el daño de la excavación tarda mucho más en curarse que otros tipos de coralívoros.

### Bioerosionadores
Los bioerosionadores consumen sustrato de coral muerto. Se cree que los bioerosionadores ayudan a remodelar los paisajes de los arrecifes de coral erosionando los corales muertos.

## En la naturaleza

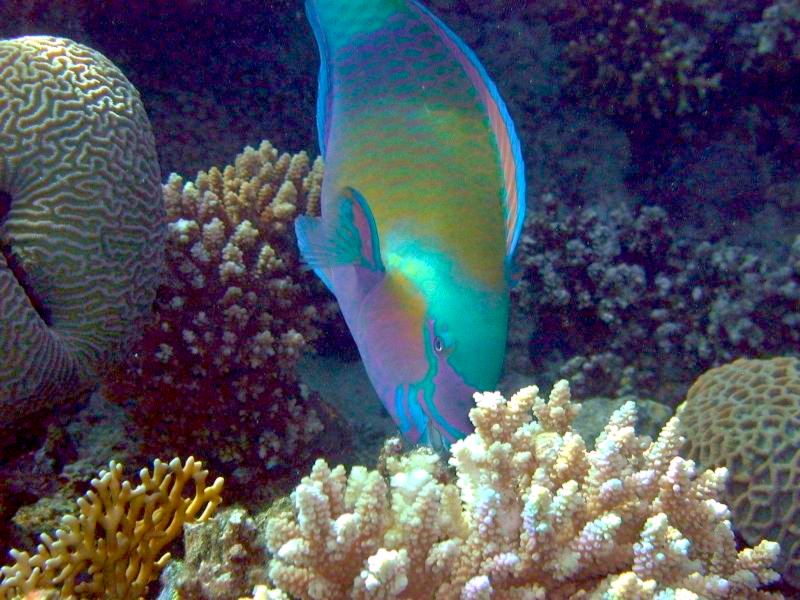
Pez loro comiendo coral en el Mar Rojo

El coralívoro es relativamente raro en la naturaleza; menos del 3% de las especies de peces conocidas, cuatro familias de crustáceos, cuatro familias de gastrópodos y unos cuantos géneros de equinodermos han sido identificados como coralívores. Los coralívores están presentes en todas las regiones de los arrecifes tropicales. La región con la proporción más alta de organismos coralívores es el Océano Pacífico tropical oriental.

### Pez
Los peces mariposa constituyen un gran porcentaje de los coralívores conocidos; de las 128 especies de peces coralívores conocidas, 69 son especies de peces mariposa. Además, el 50% de las especies de peces mariposa son coralívores, lo que hace del coralívoro su método de alimentación más común. Los peces coralívores provienen de 11 familias diferentes. Unas 39 especies son coralívores obligados.
Los peces mariposa tienen un amplio abanico de adaptaciones que facilitan el consumo de coral. Algunos peces mariposa tienen la boca larga que utilizan como pinzas para arrancar pólipos de coral individuales y algunos utilizan sus dientes para raspar el tejido de coral. Los peces mariposa que consumen coral tienen intestinos más largos que los peces que no consumen coral, lo que sugiere que los coralívores necesitan más tiempo para procesar las complejas moléculas del coral.
El pez globo dorado se distribuye ampliamente por los océanos tropicales, sin embargo, se considera un coralívoro especialmente importante, específicamente en el Pacífico oriental tropical. El pez globo dorado utiliza su placa dental en forma de pico para alimentarse de las puntas de los corales ramificados a un ritmo estimado de 16 a 20 gramos de carbonato de calcio por 1 metro cuadrado de coral vivo por día. A pesar de la gran cantidad de coral consumida, los estudios sugieren que el pez globo dorado tiene poca influencia en la abundancia de coral en la región.
Los peces loro son una familia de peces que contiene varias especies de coralívores. Los peces loro que viven en los arrecifes tienen dientes en la mandíbula inferior y superior que se han convertido en un dobladillo para cortar. Este corte permite a los peces loro raspar y alimentarse del tejido y el esqueleto del coral. El corte de los dientes de los peces loro se asemeja a un pico, que es la base del nombre común del organismo. Además de la adaptación de vanguardia, los peces loro también tienen unas articulaciones cruzadas bien desarrolladas que conectan los huesos dentarios y articulares de la mandíbula inferior, lo que presenta una ventaja mecánica que hace que el mordisco sea mucho más fuerte.

### Invertebrados
Hay 48 especies de invertebrados coralívores conocidas, 14 de las cuales son coralívores obligados. El coralivor facultativo estrella de corona de espinas es un importante explorador de corales que se alimenta haciendo girar el estómago y utilizando sus pies de tubo para extender el estómago sobre el coral y en las rendijas entre pólipos. La aparición de altas densidades de población de estrellas de corona de espinas ha dado lugar a una destrucción documentada de grandes extensiones de arrecifes de coral, con informes de mortalidad de coral del 100% en zonas localizadas. Se estima que una estrella de corona de espinas puede comer hasta 6 metros cuadrados de coral vivo por año. 

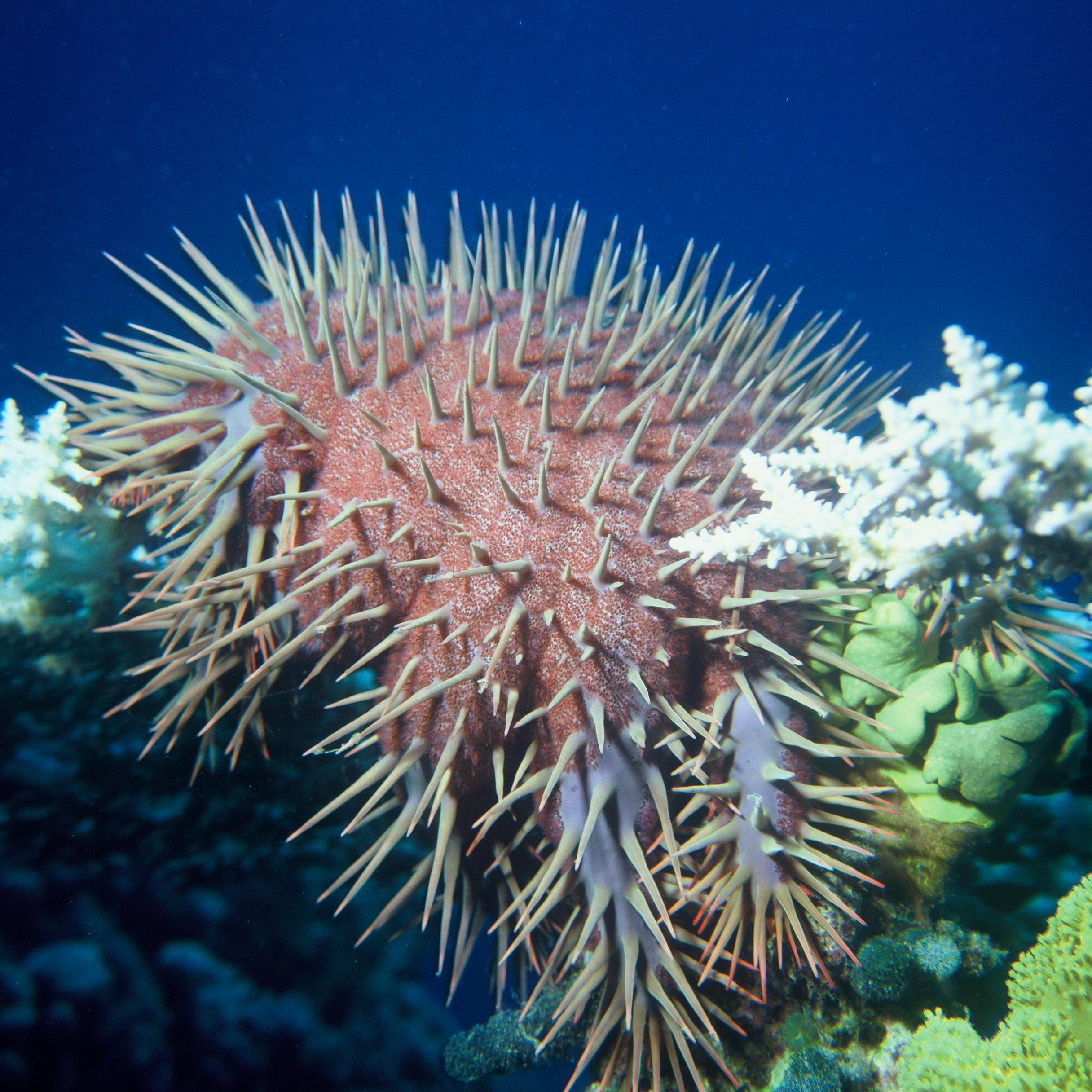
Estrella de corona de espinas en el coral en el Mar Rojo

El género Drupella son caracoles de mar coralívores obligados especializados en especies de crecimiento rápido  Acropora y Montipora. Como la estrella de corona de espinas, se sabe que las agregaciones de Drupella destruyen grandes áreas de coral, y se han citado como la causa de casos de reducción significativa de coral en la bahía de Toga, Japón y la costa de Ningaloo, Australia.

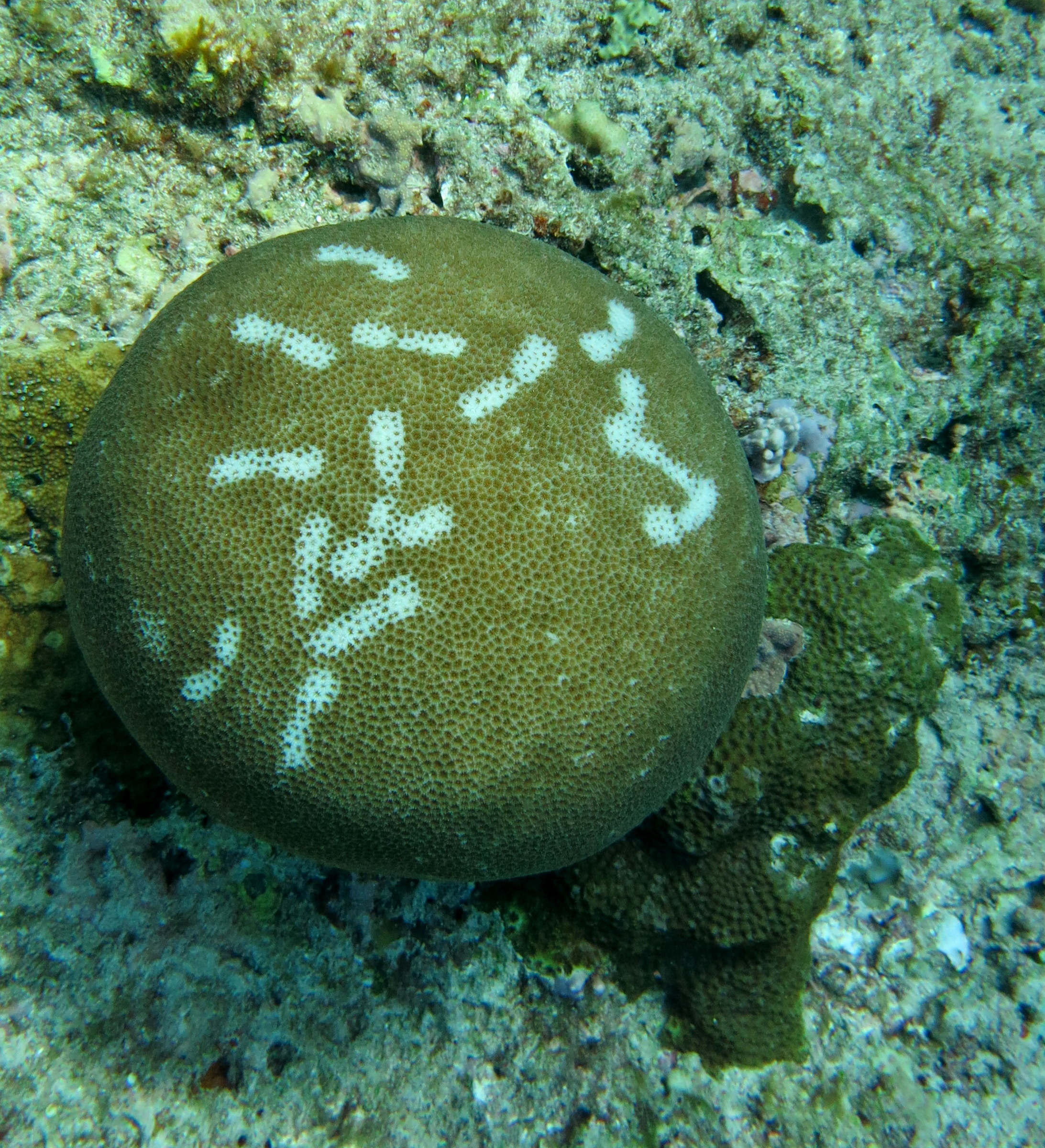
Cicatrices por mordedura de peces loro

La mayoría de los coralívores muestran una preferencia por uno o varios tipos de coral. Sin embargo, el caracol coralívoro obligado, Coralliophila abbreviata, se sabe que se alimenta de 26 especies distintas de coral y no muestra ninguna preferencia clara por una especie. C. abbreviata no tiene una rádula que le permitiera raspar el tejido de coral, por lo que el coral se descompone por enzimas digestivas.
No todos los coralívores son perjudiciales para la salud de los corales. De las corales con poblaciones de cangrejos Tetralia y Trapezia que se alimentan de moco se demostró que tenían más posibilidades de supervivencia durante un brote de estrellas de corona de espinas. Se sabe que los cangrejos Trapezia benefician simbióticamente el coral anfitrión limpiando los sedimentos y los restos de su superficie.
Algunos organismos reciben más que nutrición. El nudibranquio, Phestilla sibogae, se ha conocido por incorporar zooxanthellae, un fitoplancton simbionte, recogido a través de coralívoro a su cerata. Después de incorporarse, las zooxantellas siguen haciendo la fotosíntesis y proporcionan energía al nudibranquio.

## Impactos en el ecosistema

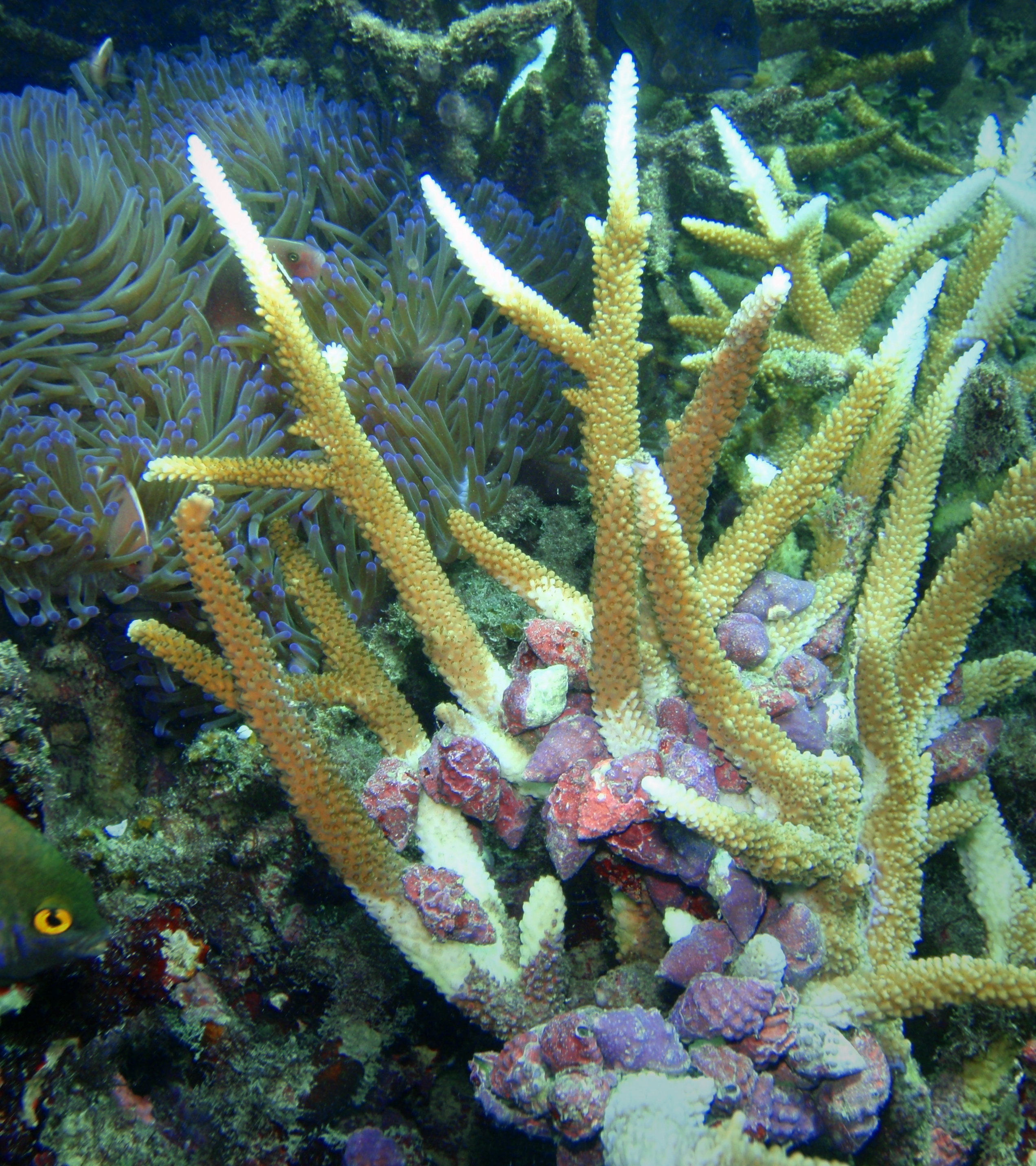
Grupo de caracoles Drupella alimentándose de Acropora en Tailandia.

El coralívoro a menudo provoca daños al coral o pérdida de biomasa de coral, y a veces provoca directamente su muerte. Los corales desvían energía y recursos hacia reparar los daños, lo que ha demostrado suprimir el crecimiento adicional. La capacidad de un coral de repararse se basa parcialmente en el tamaño de la lesión; como no todos los daños pueden curarse, los daños superfluos pueden provocar un cambio permanente en el arrecife. Los corales han demostrado que priorizan energéticamente la reparación de los daños por encima de la reproducción, de modo que el coralívoro puede tener un efecto negativo en la reproducción de coral. Además, los estudios han demostrado que el pastoreo de coralívoros puede asociarse con densidades reducidas de zooxantelas.
Los científicos creen que la pesca excesiva de depredadores a los coralívores, como los grandes peces piscívoros, puede provocar un aumento de la abundancia de coralívores. Este aumento coralivorio puede tener un efecto negativo futuro sobre la salud y la densidad del coral.
El coralívoro puede provocar indirectamente un aumento del crecimiento de organismos competitivos, como las algas y las esponjas. Además, algunos coralívores han estado implicados en la propagación de enfermedades del coral. Algunos estudios han demostrado que los coralívores pueden influir en las capacidades competitivas de las colonias de coral.
El coralívoro no siempre es perjudicial para los arrecifes de coral. Si la especie de coral que se consume es espacialmente dominante, el pastoreo puede ayudar a controlar el crecimiento y promover una mayor diversidad de arrecifes.
Los coralívores a menudo son sensibles a la disminución de la salud de los corales y del tamaño de la población, y se ven afectados negativamente durante los períodos de gran pérdida de coral. En particular, se ha informado que los coralívores obligados experimentan una gran disminución de la población después de casos de pérdida de coral. Los estudios han demostrado que los coralívores sufren durante los eventos de blanqueo del coral, lo que sugiere que el coral blanqueado no es tan nutritivo como el coral sano. Falta investigación científica sobre el valor nutricional del coral sano y blanqueado. Sin embargo, se ha determinado que la disparidad en el valor nutricional no está relacionada con la concentración de zooxantelas.

## Coralívoros conocidos
Esta lista contiene la mayoría de coralívoros conocidos, aunque puede aumentar ya que la investigación está en curso.
| Fílum         | Familia           | Especie                          | Dieta (Obligatoria o facultativa) | Presa favorita                                                     | Región                                   | Evidencia de coralívoro |  |
| ------------- | ----------------- | -------------------------------- | --------------------------------- | ------------------------------------------------------------------ | ---------------------------------------- | ----------------------- |  |
| Annelida      | Amphinomidae      | Hermodice carunculata            | Facultativa                       | Acropora, Millepora, Oculina, Porites                              | Caribe, Atlántico oriental, Mediterráneo |                         |  |
| Arthropoda    | Alpheidae         | Alpheus lottini                  | Facultativa                       | Pocillopora                                                        | Mar Rojo, Pacífico oriental              |                         |  |
| Arthropoda    | Diogenidae        | Aniculus elegans                 | Facultativa                       | Pocillopora                                                        | Pacífico oriental                        |                         |  |
| Arthropoda    | Diogenidae        | Calcinus obscurus                |                                   |                                                                    | Pacífico oriental                        |                         |  |
| Arthropoda    | Diogenidae        | Trizopagurus magnificus          | Facultativa                       | Pocillopora                                                        | Pacífico oriental                        |                         |  |
| Arthropoda    | Pyrgomatidae      | Hoekia monticulariae             | Obligado                          |                                                                    | Indo-Pacífico                            |                         |  |
| Arthropoda    | Tetraliidae       | Tetralia glaberrima              | Obligado                          | Acropora, Seriatopora                                              | Mar Rojo, Indo-Pacífico                  |                         |  |
| Arthropoda    | Tetraliidae       | Tetralia cavimana                | Obligado                          | Acropora                                                           | Mar Rojo, Indo-Pacífico                  |                         |  |
| Arthropoda    | Trapeziidae       | Trapezia cymodoce                | Obligado                          | Pocillopora, Stylophora                                            | Indo-Pacífico, Pacífico oriental         |                         |  |
| Arthropoda    | Trapeziidae       | Trapezia ferruginea              | Obligado                          | Pocillopora                                                        | Indo-Pacífico, Pacífico oriental         |                         |  |
| Chordata      | Balistidae        | Balistapus undulatus             | Facultativa                       | Pavona, Pocillopora, Porites                                       | Indo-Pacífico, Pacífico oriental         | Contenido intestinal    |  |
| Chordata      | Balistidae        | Balistoides viridescens          | Facultativa                       |                                                                    | Indo-Pacífico, Pacífico oriental         | Anecdótico              |  |
| Chordata      | Balistidae        | Rhinecanthus aculeatus           | Facultativa                       |                                                                    | Indo-Pacífico                            | Contenido intestinal    |  |
| Chordata      | Balistidae        | Melichthys niger                 | Facultativa                       | Colpolphyllia                                                      | Todos los océanos tropicales             | Contenido intestinal    |  |
| Chordata      | Balistidae        | Pseudobalistes flavimarginatus   | Facultativa                       |                                                                    | Mar Rojo, Indo-Pacífico                  | Anecdótico              |  |
| Chordata      | Balistidae        | Pseudobalistes naufragium        | Facultativa                       |                                                                    | Pacífico oriental                        | Anecdótico              |  |
| Chordata      | Balistidae        | Sufflamen fraenatum              | Facultativa                       | Pocillopora, Porites, Pavona                                       | Indo-Pacífico                            | Contenido intestinal    |  |
| Chordata      | Blennidae         | Ecsenius bicolor                 | Facultativa                       |                                                                    | Indo-Pacífico                            | Observación             |  |
| Chordata      | Blennidae         | Exallias brevis                  | Obligado                          | Acropora                                                           | Indo-Pacífico                            | Contenido intestinal    |  |
| Chordata      | Chaetodontidae    | Chaetodon adiergastos            | Facultativa                       |                                                                    | Pacífico occidental                      | Anecdótico              |  |
| Chordata      | Chaetodontidae    | Chaetodon andamanensis           | Obligado                          |                                                                    | Índico oriental                          | Anecdótico              |  |
| Chordata      | Chaetodontidae    | Chaetodon argentatus             | Facultativa                       |                                                                    | Pacífico occidental                      | Contenido intestinal    |  |
| Chordata      | Chaetodontidae    | Chaetodon aureofasciatus         | Obligado                          |                                                                    | Indo-Pacífico                            | Observación             |  |
| Chordata      | Chaetodontidae    | Chaetodon auriga                 | Facultativa                       |                                                                    | Mar Rojo, Indo-Pacífico                  | Contenido intestinal    |  |
| Chordata      | Chaetodontidae    | Chaetodon auripes                | Facultativa                       |                                                                    | Pacífico occidental                      | Contenido intestinal    |  |
| Chordata      | Chaetodontidae    | Chaetodon austriacus             | Obligado                          |                                                                    | Mar Rojo                                 | Contenido intestinal    |  |
| Chordata      | Chaetodontidae    | Chaetodon baronessa              | Obligado                          |                                                                    | Pacífico oriental                        | Contenido intestinal    |  |
| Chordata      | Chaetodontidae    | Chaetodon bennetti               | Obligado                          |                                                                    | Indo-Pacífico                            | Contenido intestinal    |  |
| Chordata      | Chaetodontidae    | Chaetodon blackburnii            | Facultativa                       |                                                                    | Índico                                   | Anecdótico              |  |
| Chordata      | Chaetodontidae    | Chaetodon capistratus            | Facultativa                       |                                                                    | Caribe                                   | Contenido intestinal    |  |
| Chordata      | Chaetodontidae    | Chaetodon citrinellus            | Facultativa                       |                                                                    | Indo-Pacífico                            | Contenido intestinal    |  |
| Chordata      | Chaetodontidae    | Chaetodon collare                | Facultativa                       |                                                                    | Mar Rojo, índic                          | Anecdótico              |  |
| Chordata      | Chaetodontidae    | Chaetodon daedalma               | Facultativa                       |                                                                    | Pacífico noroccidental                   | Contenido intestinal    |  |
| Chordata      | Chaetodontidae    | Chaetodon decussatus             | Facultativa                       |                                                                    | Índico                                   | Anecdótico              |  |
| Chordata      | Chaetodontidae    | Chaetodon ephippium              | Facultativa                       |                                                                    | Indo-Pacífico                            | Contenido intestinal    |  |
| Chordata      | Chaetodontidae    | Chaetodon falcula                | Facultativa                       |                                                                    | Índico                                   | Observación             |  |
| Chordata      | Chaetodontidae    | Chaetodon fasciatus              | Facultativa                       |                                                                    | Mar Rojo                                 | Contenido intestinal    |  |
| Chordata      | Chaetodontidae    | Chaetodon flavirostris           | Facultativa                       |                                                                    | Pacífico                                 | Anecdótico              |  |
| Chordata      | Chaetodontidae    | Chaetodon fremblii               | Facultativa                       |                                                                    | Hawaii                                   | Anecdótico              |  |
| Chordata      | Chaetodontidae    | Chaetodon gardineri              | Facultativa                       |                                                                    | Índico Occidental                        | Anecdótico              |  |
| Chordata      | Chaetodontidae    | Chaetodon guttatissimus          | Facultativa                       |                                                                    | Índico                                   | Anecdótico              |  |
| Chordata      | Chaetodontidae    | Chaetodon interruptus            | Facultativa                       |                                                                    | Índico                                   | Anecdótico              |  |
| Chordata      | Chaetodontidae    | Chaetodon kleinii                | Facultativa                       |                                                                    | Indo-Pacífico                            | Contenido intestinal    |  |
| Chordata      | Chaetodontidae    | Chaetodon larvatus               | Obligado                          |                                                                    | Mar Rojo                                 | Contenido intestinal    |  |
| Chordata      | Chaetodontidae    | Chaetodon leucopleura            | Facultativa                       |                                                                    | Índico Occidental                        | Anecdótico              |  |
| Chordata      | Chaetodontidae    | Chaetodon lineolatus             | Facultativa                       |                                                                    | Indo-Pacífico                            | Anecdótico              |  |
| Chordata      | Chaetodontidae    | Chaetodon lunula                 | Facultativa                       |                                                                    | Indo-Pacífico                            | Contenido intestinal    |  |
| Chordata      | Chaetodontidae    | Chaetodon lunulatus              | Obligado                          |                                                                    | Indo-Pacífico                            | Contenido intestinal    |  |
| Chordata      | Chaetodontidae    | Chaetodon melannotus             | Obligado                          |                                                                    | Mar Rojo, Indo-Pacífico                  | Contenido intestinal    |  |
| Chordata      | Chaetodontidae    | Chaetodon melapterus             | Obligado                          |                                                                    | Mar Rojo                                 | Contenido intestinal    |  |
| Chordata      | Chaetodontidae    | Chaetodon mertensii              | Facultativa                       |                                                                    | Indo-Pacífico                            | Contenido intestinal    |  |
| Chordata      | Chaetodontidae    | Chaetodon mesoleucos             | Facultativa                       |                                                                    | Mar Rojo                                 | Contenido intestinal    |  |
| Chordata      | Chaetodontidae    | Chaetodon meyeri                 | Obligado                          |                                                                    | Indo-Pacífico                            | Contenido intestinal    |  |
| Chordata      | Chaetodontidae    | Chaetodon multicinctus           | Obligado                          |                                                                    | Hawaii                                   | Contenido intestinal    |  |
| Chordata      | Chaetodontidae    | Chaetodon nigropunctatus         | Facultativa                       |                                                                    | Mar Rojo                                 | Anecdótico              |  |
| Chordata      | Chaetodontidae    | Chaetodon nippon                 | Facultativa                       |                                                                    | Pacífico                                 | Contenido intestinal    |  |
| Chordata      | Chaetodontidae    | Chaetodon ocellatus              | Facultativa                       |                                                                    | Caribe                                   | Anecdótico              |  |
| Chordata      | Chaetodontidae    | Chaetodon ocellicaudus           | Obligado                          |                                                                    | Pacífico occidental                      | Anecdótico              |  |
| Chordata      | Chaetodontidae    | Chaetodon octofasciatus          | Obligado                          |                                                                    | Indo-Pacífico                            | Anecdótico              |  |
| Chordata      | Chaetodontidae    | Chaetodon ornatissimus           | Obligado                          |                                                                    | Indo-Pacífico                            | Contenido intestinal    |  |
| Chordata      | Chaetodontidae    | Chaetodon oxycephalus            | Facultativa                       |                                                                    | Indo-Pacífico                            | Anecdótico              |  |
| Chordata      | Chaetodontidae    | Chaetodon paucifasciatus         | Facultativa                       |                                                                    | Mar Rojo                                 | Contenido intestinal    |  |
| Chordata      | Chaetodontidae    | Chaetodon pelewensis             | Facultativa                       |                                                                    | Indo-Pacífico                            | Contenido intestinal    |  |
| Chordata      | Chaetodontidae    | Chaetodon plebeius               | Obligado                          |                                                                    | Indo-Pacífico                            | Contenido intestinal    |  |
| Chordata      | Chaetodontidae    | Chaetodon punctatofasciatus      | Obligado                          |                                                                    | Indo-Pacífico                            | Contenido intestinal    |  |
| Chordata      | Chaetodontidae    | Chaetodon quadrimaculatus        | Facultativa                       |                                                                    | Indo-Pacífico                            | Contenido intestinal    |  |
| Chordata      | Chaetodontidae    | Chaetodon rafflesi               | Facultativa                       |                                                                    | Indo-Pacífico                            | Contenido intestinal    |  |
| Chordata      | Chaetodontidae    | Chaetodon rainfordi              | Obligado                          |                                                                    | Pacífico occidental                      | Observación             |  |
| Chordata      | Chaetodontidae    | Chaetodon reticulatus            | Obligado                          |                                                                    | Pacífico                                 | Contenido intestinal    |  |
| Chordata      | Chaetodontidae    | Chaetodon semilarvatus           | Obligado                          |                                                                    | Mar Rojo                                 | Contenido intestinal    |  |
| Chordata      | Chaetodontidae    | Chaetodon speculum               | Facultativa                       |                                                                    | Indo-Pacífico                            | Contenido intestinal    |  |
| Chordata      | Chaetodontidae    | Chaetodon triangulum             | Obligado                          |                                                                    | Índico                                   | Anecdótico              |  |
| Chordata      | Chaetodontidae    | Chaetodon tricinctus             | Facultativa                       |                                                                    | Lord Howels                              | Observación             |  |
| Chordata      | Chaetodontidae    | Chaetodon trichrous              | Facultativa                       |                                                                    | Islas de la Sociedad                     | Observación             |  |
| Chordata      | Chaetodontidae    | Chaetodon trifascialis           | Obligado                          |                                                                    | Mar Rojo, Indo-Pacífico                  | Contenido intestinal    |  |
| Chordata      | Chaetodontidae    | Chaetodon trifasciatus           | Obligado                          |                                                                    | Índico                                   | Contenido intestinal    |  |
| Chordata      | Chaetodontidae    | Chaetodon ulientensis            | Facultativa                       |                                                                    | Indo-Pacífico                            | Contenido intestinal    |  |
| Chordata      | Chaetodontidae    | Chaetodon unimaculatus           | Obligado                          |                                                                    | Indo-Pacífico                            | Contenido intestinal    |  |
| Chordata      | Chaetodontidae    | Chaetodon vagabundus             | Facultativa                       |                                                                    | Mar Rojo, Indo-Pacífico                  | Contenido intestinal    |  |
| Chordata      | Chaetodontidae    | Chaetodon xanthocephalus         | Facultativa                       |                                                                    | Índico                                   | Contenido intestinal    |  |
| Chordata      | Chaetodontidae    | Chaetodon xanthurus              | Facultativa                       |                                                                    | Pacífico                                 | Anecdótico              |  |
| Chordata      | Chaetodontidae    | Chaetodon zanzibariensis         | Obligado                          |                                                                    | Índico Occidental                        | Observación             |  |
| Chordata      | Chaetodontidae    | Forcipiger flavissimus           | Facultativa                       |                                                                    | Mar Rojo, Indo-Pacífico                  | Contenido intestinal    |  |
| Chordata      | Chaetodontidae    | Heniochus acuminatus             | Facultativa                       |                                                                    | Indo-Pacífico                            | Anecdótico              |  |
| Chordata      | Chaetodontidae    | Heniochus chrysostomus           | Facultativa                       |                                                                    | Indo-Pacífico                            | Contenido intestinal    |  |
| Chordata      | Chaetodontidae    | Heniochus intermedius            | Facultativa                       |                                                                    | Mar Rojo                                 | Contenido intestinal    |  |
| Chordata      | Chaetodontidae    | Heniochus singularius            | Obligado                          |                                                                    | Indo-Pacífico                            | Contenido intestinal    |  |
| Chordata      | Chaetodontidae    | Heniochus varius                 | Facultativa                       |                                                                    | Pacífico                                 | Contenido intestinal    |  |
| Chordata      | Gobiidae          | Gobiodon citrinus                | Obligado                          | Acropora                                                           | Mar Rojo, Indo-Pacífico                  | Contenido intestinal    |  |
| Chordata      | Gobiidae          | Gobiodon okinawae                | Facultativa                       |                                                                    | Pacífico occidental                      | Contenido intestinal    |  |
| Chordata      | Gobiidae          | Paragobidon echinocephalus       | Facultativa                       |                                                                    | Indo-Pacífico                            | Anecdótico              |  |
| Chordata      | Labridae          | Diproctacanthus xanthurus        | Obligado                          |                                                                    | Pacífico occidental                      | Observación             |  |
| Chordata      | Labridae          | Labrichthys unilineatus          | Obligado                          | Acropora, Montipora                                                | Indo-Pacífico                            | Contenido intestinal    |  |
| Chordata      | Labridae          | Labropsis alleni                 | Obligado                          |                                                                    | Pacífico occidental                      | Observación             |  |
| Chordata      | Labridae          | Labropsis australis              | Obligado                          |                                                                    | Pacífico occidental                      | Anecdótico              |  |
| Chordata      | Labridae          | Labropsis manabei                | Obligado                          |                                                                    | Indo-Pacífico                            | Anecdótico              |  |
| Chordata      | Labridae          | Labropsis micronesica            | Facultativa                       |                                                                    | Pacífico occidental                      | Anecdótico              |  |
| Chordata      | Labridae          | Labropsis polynesica             | Facultativa                       |                                                                    | Pacífico oriental                        | Anecdótico              |  |
| Chordata      | Labridae          | Labropsis xanthonota             | Obligado                          |                                                                    | Indo-Pacífico                            | Anecdótico              |  |
| Chordata      | Labridae          | Larabicus quadrilineatus         | Obligado                          |                                                                    | Mar Rojo                                 | Observación             |  |
| Chordata      | Labridae          | Choerodon graphicus              | Facultativa                       |                                                                    | Pacífico sud-oest                        | Contenido intestinal    |  |
| Chordata      | Monacanthidae     | Aluterus scriptus                | Facultativa                       |                                                                    | Todos los océanos tropicales             | Contenido intestinal    |  |
| Chordata      | Monacanthidae     | Cantherhines dumerilii           | Obligado                          | Acropora, Pocillopora, Montipora, Leptoria, Porites                | Indo-Pacífico                            | Contenido intestinal    |  |
| Chordata      | Monacanthidae     | Cantherhines macrocerus          | Facultativa                       |                                                                    | Caribe                                   | Contenido intestinal    |  |
| Chordata      | Monacanthidae     | Cantherhines pullus              | Facultativa                       |                                                                    | Caribe                                   | Contenido intestinal    |  |
| Chordata      | Monacanthidae     | Cantherhines sandwichiensis      | Facultativa                       |                                                                    | Pacífico oriental                        | Anecdótico              |  |
| Chordata      | Monacanthidae     | Oxymonacanthus halli             | Obligado                          |                                                                    | Mar Rojo                                 | Anecdótico              |  |
| Chordata      | Monacanthidae     | Oxymonacanthus longirostris      | Obligado                          | Acropora                                                           | Indo-Pacífico                            | Contenido intestinal    |  |
| Chordata      | Monacanthidae     | Pervagor spilosoma               | Facultativa                       |                                                                    | Hawaii                                   | Contenido intestinal    |  |
| Chordata      | Ostraciidae       | Ostracion cubicus                | Facultativa                       |                                                                    | Mar Rojo, Indo-Pacífico                  | Contenido intestinal    |  |
| Chordata      | Ostraciidae       | Lactoria diaphana                | Facultativa                       |                                                                    | Indo-Pacífico                            | Contenido intestinal    |  |
| Chordata      | Pomacanthidae     | Centropyge multispinus           | Facultativa                       |                                                                    | Indo-Pacífico                            | Anecdótico              |  |
| Chordata      | Pomacanthidae     | Pomacanthus arcuatus             | Facultativa                       |                                                                    | Caribe                                   | Anecdótico              |  |
| Chordata      | Pomacentridae     | Cheiloprion labiatus             | Obligado                          | Acropora                                                           | Indo-Pacífico                            | Contenido intestinal    |  |
| Chordata      | Pomacentridae     | Neoglyphidodon melas             | Facultativa                       |                                                                    | Mar Rojos, Indo-Pacifico                 | Contenido intestinal    |  |
| Chordata      | Pomacentridae     | Microspathodon chrysurus         | Facultativa                       |                                                                    | Caribe                                   | Contenido intestinal    |  |
| Chordata      | Pomacentridae     | Plectroglyphidodon dickii        | Facultativa                       | Acropora, Pocillopora                                              | Indo-Pacífico                            | Contenido intestinal    |  |
| Chordata      | Pomacentridae     | Plectroglyphidodon johnstonianus | Obligado                          | Acropora                                                           | Indo-Pacífico                            | Contenido intestinal    |  |
| Chordata      | Pomacentridae     | Stegastes acapulcoensis          | Facultativa                       |                                                                    | Pacífico oriental                        | Anecdótico              |  |
| Chordata      | Pomacentridae     | Stegastes leucostictus           | Facultativa                       |                                                                    | Caribe                                   | Contenido intestinal    |  |
| Chordata      | Pomacentridae     | Stegastes variabilis             | Facultativa                       |                                                                    | Caribe                                   | Contenido intestinal    |  |
| Chordata      | Scaridae          | Bolbometopon muricatum           | Facultativa                       | Acropora, Pocillopora, Porites, Montipora                          | Mar Rojo, Indo-Pacífico                  | Observación             |  |
| Chordata      | Scaridae          | Cetoscarus bicolor               | Facultativa                       | Porites                                                            | Indo-Pacífico                            | Observación             |  |
| Chordata      | Scaridae          | Chlorurus microrhinos            | Facultativa                       |                                                                    | Indo-Pacífico                            | Observación             |  |
| Chordata      | Scaridae          | Chlorurus strongylocephalus      | Facultativa                       | Pavona, Pocillopora, Porites                                       | Índico                                   | Observación             |  |
| Chordata      | Scaridae          | Sparisoma aurofrenatum           | Facultativa                       | Montastraea, Porites, Madracis                                     | Caribe                                   | Anecdótico              |  |
| Chordata      | Scaridae          | Sparisoma viride                 | Facultativa                       | Porites, Montastraea                                               | Caribe                                   | Observación             |  |
| Chordata      | Scaridae          | Scarus coelestinus               | Facultativa                       |                                                                    | Caribe                                   | Contenido intestinal    |  |
| Chordata      | Scaridae          | Scarus guacamaia                 | Facultativa                       |                                                                    | Caribe                                   | Observación             |  |
| Chordata      | Tetraodontidae    | Arothron hispidus                | Facultativa                       | Pocillopora                                                        | Mar Rojo, Indo-Pacífico                  | Contenido intestinal    |  |
| Chordata      | Tetraodontidae    | Arothron meleagris               | Obligado                          | Acropora, Pocillopora, Porites, Pavona, Psammocora, Montipora      | Indo-Pacífico                            | Contenido intestinal    |  |
| Chordata      | Tetraodontidae    | Arothron nigropunctatus          | Obligado                          | Acropora, Pavona, Pocillpora, Porites                              | Indo-Pacífico                            | Contenido intestinal    |  |
| Chordata      | Tetraodontidae    | Arothron reticularis             | Facultativa                       |                                                                    | Indo-Pacífico                            | Anecdótico              |  |
| Chordata      | Tetraodontidae    | Arothron stellatus               | Facultativa                       |                                                                    | Mar Rojo, Indo-Pacífico                  | Anecdótico              |  |
| Chordata      | Tetraodontidae    | Canthigaster amboinensis         | Facultativa                       |                                                                    | Indo-Pacífico                            | Contenido intestinal    |  |
| Chordata      | Tetraodontidae    | Canthigaster margaritata         | Facultativa                       |                                                                    | Mar Rojo, Indo-Pacífico                  | Anecdótico              |  |
| Chordata      | Tetraodontidae    | Canthigaster solandri            | Facultativa                       |                                                                    | Indo-Pacífico                            | Contenido intestinal    |  |
| Chordata      | Tetraodontidae    | Canthigaster valentine           | Facultativa                       | Pavona, Pocillopora, Porites                                       | Mar Rojo, Indo-Pacífico                  | Observación             |  |
| Echinodermata | Acanthasteridae   | Acanthaster planci               | Facultativa                       | Acropora, Montipora, Pocillopora                                   | Indo-Pacífico, Pacífico oriental         |                         |  |
| Echinodermata | Cidaridae         | Eucidaris thouarsii              | Facultativa                       | Pavona, Pocillopora                                                | Pacífico oriental                        |                         |  |
| Echinodermata | Diadematidae      | Astropyga radiata                | Facultativa                       |                                                                    | Índico oriental                          |                         |  |
| Echinodermata | Diadematidae      | Diadema antillarum               | Facultativa                       | Acropora, Agaricia, Madracis, Montastraea, Porites                 | Caribe                                   |                         |  |
| Echinodermata | Diadematidae      | Diadema setosum                  | Facultativa                       |                                                                    | Índico oriental                          |                         |  |
| Echinodermata | Diadematidae      | Echinothrix calamaris            | Facultativa                       |                                                                    | Índico oriental                          |                         |  |
| Echinodermata | Echinasteridae    | Echinaster purpureus             | Facultativa                       | Porites                                                            | Índico Occidental                        |                         |  |
| Echinodermata | Echinometridae    | Echinometra mathaei              | Facultativa                       |                                                                    | Indo-Pacífico, Caribe                    |                         |  |
| Echinodermata | Echinometridae    | Echinometra viridis              | Facultativa                       |                                                                    | Caribe                                   |                         |  |
| Echinodermata | Echinoneidae      | Echinoneus cyclostomus           | Facultativa                       |                                                                    | Índico Occidental                        |                         |  |
| Echinodermata | Ophidiasteridae   | Linckia laevigata                | Facultativa                       | Porites                                                            | Índico Occidental, Indo-Pacifico         |                         |  |
| Echinodermata | Ophidiasteridae   | Nardoa variolata                 | Facultativa                       | Porites                                                            | Índico Occidental                        |                         |  |
| Echinodermata | Ophidiasteridae   | Pharia pyramidata                | Facultativa                       | Pocillopora                                                        | Pacífico oriental                        |                         |  |
| Echinodermata | Oreasteridae      | Culcita novaeguineae             | Facultativa                       | Acropora, Pocillpora                                               | Indo-Pacífico                            |                         |  |
| Echinodermata | Oreasteridae      | Culcita schmideliana             | Facultativa                       | Acropora, Galaxea, Goniastrea                                      | Índico Occidental                        |                         |  |
| Echinodermata | Oreasteridae      | Nidorellia armata                | Facultativa                       | Pavona                                                             | Pacífico oriental                        |                         |  |
| Echinodermata | Oreasteridae      | Pentaceraster cumingi            | Facultativa                       | Psammocora                                                         | Pacífico oriental                        |                         |  |
| Echinodermata | Temnopleuridae    | Microcyphus rousseaui            | Facultativa                       |                                                                    | Índico Occidental                        |                         |  |
| Echinodermata | Stomopneustidae   | Stomopneustes variolaris         | Facultativa                       |                                                                    | Índico Occidental                        |                         |  |
| Echinodermata | Stomopneustidae   | Tripneustes gratillia            | Facultativa                       |                                                                    | Índico Occidental                        |                         |  |
| Mollusca      | Architectonicidae | Psilaxis radiatus                | Facultativa                       | Porites                                                            | Pacífico                                 |                         |  |
| Mollusca      | Epitoniidae       | Epifungium ulu                   |                                   | Fungia                                                             | Pacífico                                 |                         |  |
| Mollusca      | Muricidae         | Babelomurex hindsi               |                                   | Pocillopora                                                        | Pacífico oriental                        |                         |  |
| Mollusca      | Muricidae         | Coralliophila galea              | Obligado                          | No se muestra preferencia                                          | Caribe                                   |                         |  |
| Mollusca      | Muricidae         | Coralliophila violacea           |                                   | Porites                                                            | Indo-Pacífico                            |                         |  |
| Mollusca      | Muricidae         | Coralliophila caribaea           |                                   | Acropora, Porites                                                  | Caribe                                   |                         |  |
| Mollusca      | Muricidae         | Coralliophila monodonta          | Obligado                          | Montipora, Pocillopora, Porites, Seriatopora, Stylophora           | Indo-Pacífico, Pacífico oriental         |                         |  |
| Mollusca      | Muricidae         | Drupella cornus                  | Obligado                          | Acropora, Montipora, Pocillopora, Porites, Seriatopora, Stylophora | Mar Rojo, Indo-Pacífico                  |                         |  |
| Mollusca      | Muricidae         | Drupella elata                   | Obligado                          | Acropora, Montipora, Pocillopora, Porites                          | Indo-Pacífico                            |                         |  |
| Mollusca      | Muricidae         | Drupella fragum                  | Obligado                          | Acropora, Montipora, Pocillopora, Porites, Seriatopora, Stylophora | Indo-Pacífico                            |                         |  |
| Mollusca      | Muricidae         | Drupella rugosa                  | Obligado                          | Acropora, Montipora, Pocillopora, Porites, Seriatopora, Stylophora | Indo-Pacífico                            |                         |  |
| Mollusca      | Muricidae         | Morula spinosa                   |                                   |                                                                    |                                          |                         |  |
| Mollusca      | Muricidae         | Muricopsis zeteki                |                                   | Pocillopora                                                        | Pacífico oriental                        |                         |  |
| Mollusca      | Ovulidae          | Jenneria pustulata               | Obligado                          | Pocillopora, Porites, Siderastrea                                  | Pacífico oriental                        |                         |  |
| Mollusca      | Ovulidae          | Pedicularia decussata            |                                   | Solenastrea                                                        | Caribe                                   |                         |  |
| Mollusca      | Trinchesiidae     | Phestilla sibogae                | Obligado                          | Porites                                                            | Pacífico                                 |                         |  |
| Mollusca      | Trinchesiidae     | Phestilla melanobrachia          | Obligado                          | Turbinaria                                                         | Indo-Pacífico                            |                         |  |
| Mollusca      | Trinchesiidae     | Phestilla minor                  | Obligado                          | Porites                                                            | Indo-Pacífico                            |                         |  |

## Véase tambuén
- Pez loro
- Pez globo
- Pez mariposa
- Pez ballesta
- Lábridos
- Damisela
- Acanthaster planci
- Arothron meleagris
- Architectonicidae
- Epitoniidae
- Pediculariidae
- Muricidae
- Drupella
- Coralliophila